# Acacia indica
Acacia indica é uma espécie de leguminosa do gênero Acacia, pertencente à família Fabaceae.